# Francisco Cabral
Francisco Cabral (Porto, 8 de janeiro de 1997), é um tenista português. É especialista na variante de pares, tendo conseguido vitórias, tanto em torneios do Challenger, como em torneios do circuito ATP Tour. Nas onze vezes que Francisco Cabral participou numa final, dentro do circuito Challenger, venceu todas elas. Relativamente aos torneios do ATP Tour, a contar para o ATP 250, triunfou em duas finais em 2022, sendo a primeira no Estoril Open em Portugal, com o seu compatriota Nuno Borges e a segunda no Gstaad Open na Suíça com o bósnio Tomislav Brkić, tendo perdido três em 2023. Ainda assim, é o segundo tenista português a ter mais vitórias em pares no ATP Tour, com João Cunha e Silva. Além disso, é o primeiro, numa dupla portuguesa, com Borges, a vencer uma final de pares no Estoril Open.
Francisco Cabral estreia-se nos Jogos Olímpicos de Paris de 2024, curiosamente também em singulares para substituir o australiano Alex de Minaur que tinha desistido. Perdera o confronto com a alemão Jan-Lennard Struff, em dois sets (2-6 e 2-6). Em pares, o natural do Porto juntamente com Nuno Borges defrontaram a dupla grega, Stefanos Tsitsipas e o seu irmão Petros, na primeira eliminatória, vencendo-os em três sets, pelos parciais de 3-6, 6-3 e 12-10. Este encontro foi muito disputado, com os portugueses a concederem o primeiro set. No derradeiro set (match tie break), a dupla lusa entrou mais confiante, sempre em vantagem até os gregos empatarem a 9-9; a seguir, os helénicos ainda conseguiram salvaram um match point, no entanto Cabral e Borges saíram-se vitoriosos da partida. Na segunda ronda não tiveram o mesmo sucesso contra os alemães Struff e Dominik Koepfer, derrotados por um duplo 6-2.
Cabral alcançaria a terceira ronda no Open dos Estados Unidos com Nuno Borges, depois de vencer, respetivamente, o belga Zizou Bergs e o húngaro Fábián Marozsán por 7-6(7-5) e 6-2, assim como o monegasco Hugo Nys e o polaco Jan Zielinski por 7-6(7-5) e 6-4, perdendo a seguir contra os australianos Max Purcell e Jordan Thompson em dois sets (6-7(3-7) e 3-6). Esta é a segunda vez que o portuense chega a terceira eliminatória de um Grand Slam, após o ter feito em 2023, no Torneio de Roland Garros com o brasileiro Rafael Matos.

## ATP World Tour

### Pares: 5 (2 títulos)
| Resultado | Data                   | Categoria | Torneio                           | Superfície   | Parceiro                   | Adversários                                        | Parciais       |
| --------- | ---------------------- | --------- | --------------------------------- | ------------ | -------------------------- | -------------------------------------------------- | -------------- |
| Vencedor  | 1 de maio de 2022      | 250       | ATP de Estoril, Portugal          | Terra batida | Nuno Borges (POR)          | Máximo González (ARG) · André Göransson (SWE)      | 6–2, 6–3       |
| Vencedor  | 24 de julho de 2022    | 250       | Swiss Open Gstaad, Suiça          | Terra batida | Tomislav Brkić (BIH)       | Robin Haase (NED) · Philipp Oswald (AUT)           | 6–4, 6–4       |
| Finalista | 23 de abril de 2023    | 250       | Srpska Open, Bósnia e Herzegovina | Terra batida | Aleksandr Nedovyesov (KAZ) | Jamie Murray (GBR) · Michael Venus (NZL)           | 4–6, 4–6       |
| Finalista | 15 de julho de 2023    | 250       | Torneio de Båstad, Suécia         | Terra batida | Rafael Matos (BRA)         | Gonzalo Escobar (ECU) · Aleksandr Nedovyesov (KAZ) | 2–6, 2–6       |
| Finalista | 26 de setembro de 2023 | 250       | Chengdu Open, China               | Hardcourt    | Rafael Matos (BRA)         | Sadio Doumbia (FRA) · Fabien Reboul (FRA)          | 6–4, 5–7, 7-10 |

### Pares: 11 (11 títulos)
| \| Resultado \| Data \| Categoria \| Torneio \| Superfície \| Parceiro \| Adversários \| Parciais \| \| --------- \| ---------------------- \| ---------- \| ----------------- \| ------------ \| ------------------------ \| ------------------------------------------------------- \| ------------------- \| \| Vencedor \| 11 de abril de 2021 \| Challenger \| Oeiras, Portugal \| Terra batida \| Nuno Borges (POR) \| Pavel Kotov (RUS) · Tseng Chun-hsin (TPE) \| 6-1, 6-2 \| \| Vencedor \| 25 de setembro de 2021 \| Challenger \| Braga, Portugal \| Terra batida \| Nuno Borges (POR) \| Jesper de Jong (NED) · Bart Stevens (NED) \| 6-3, 6–7(4–7), 10-5 \| \| Vencedor \| 6 de novembro de 2021 \| Challenger \| Tenerife, Espanha \| Hardcourt \| Nuno Borges (POR) \| Jeevan Nedunchezhiyan (IND) · Purav Raja (IND) \| 6-3, 6-4 \| \| Vencedor \| 27 de novembro de 2021 \| Challenger \| Manama, Bahrein \| Hardcourt \| Nuno Borges (POR) \| Maximilian Neuchrist (AUT) · Michail Pervolarakis (GRE) \| 7-5, 6–7(5–7), 10-8 \| \| Vencedor \| 11 de dezembro de 2021 \| Challenger \| Maia, Portugal \| Terra batida \| Nuno Borges (POR) \| Andrej Martin (SLO) · Gonçalo Oliveira (POR) \| 6-3, 6-4 \| \| Vencedor \| 18 de dezembro de 2021 \| Challenger \| Maia, Portugal \| Terra batida \| Nuno Borges (POR) \| Piotr Matuszewski (POL) · David Pichler (AUT) \| 6-4, 7-5 \| \| Vencedor \| 2 de abril de 2022 \| Challenger \| Oeiras, Portugal \| Terra batida \| Nuno Borges (POR) \| Sanjar Fayziev (UZB) · Markos Kalovelonis (GRE) \| 6-3, 6-0 \| \| Vencedor \| 9 de abril de 2022 \| Challenger \| Oeiras, Portugal \| Terra batida \| Nuno Borges (POR) \| Zdeněk Kolář (CZE) · Adam Pavlásek (CZE) \| 6-4, 6-0 \| \| Vencedor \| 23 de abril de 2022 \| Challenger \| Praga, Chéquia \| Terra batida \| Szymon Walków (POL) \| Tristan Lamasine (FRA) · Lucas Pouille (FRA) \| 6-2, 7-6(14–12) \| \| Vencedor \| 7 de maio de 2022 \| Challenger \| Praga, Chéquia \| Terra batida \| Nuno Borges (POR) \| Andrew Paulson (CZE) · Adam Pavlásek (CZE) \| 6-4, 6-7(3–7), 10-5 \| \| Vencedor \| 29 de abril de 2023 \| Challenger \| Roma, Itália \| Terra batida \| Nicolás Barrientos (COL) \| Andrey Golubev (KAZ) · Denys Molchanov (UKR) \| 6-3, 6-1 \| 1. 2. 3. 4. 5. 6. 7. 8. 9. 10. |                        |            |                   |              |                          |                                                         |                     |
| Resultado | Data                   | Categoria  | Torneio           | Superfície   | Parceiro                 | Adversários                                             | Parciais            |
| Vencedor | 11 de abril de 2021    | Challenger | Oeiras, Portugal  | Terra batida | Nuno Borges (POR)        | Pavel Kotov (RUS) · Tseng Chun-hsin (TPE)               | 6-1, 6-2            |
| Vencedor | 25 de setembro de 2021 | Challenger | Braga, Portugal   | Terra batida | Nuno Borges (POR)        | Jesper de Jong (NED) · Bart Stevens (NED)               | 6-3, 6–7(4–7), 10-5 |
| Vencedor | 6 de novembro de 2021  | Challenger | Tenerife, Espanha | Hardcourt    | Nuno Borges (POR)        | Jeevan Nedunchezhiyan (IND) · Purav Raja (IND)          | 6-3, 6-4            |
| Vencedor | 27 de novembro de 2021 | Challenger | Manama, Bahrein   | Hardcourt    | Nuno Borges (POR)        | Maximilian Neuchrist (AUT) · Michail Pervolarakis (GRE) | 7-5, 6–7(5–7), 10-8 |
| Vencedor | 11 de dezembro de 2021 | Challenger | Maia, Portugal    | Terra batida | Nuno Borges (POR)        | Andrej Martin (SLO) · Gonçalo Oliveira (POR)            | 6-3, 6-4            |
| Vencedor | 18 de dezembro de 2021 | Challenger | Maia, Portugal    | Terra batida | Nuno Borges (POR)        | Piotr Matuszewski (POL) · David Pichler (AUT)           | 6-4, 7-5            |
| Vencedor | 2 de abril de 2022     | Challenger | Oeiras, Portugal  | Terra batida | Nuno Borges (POR)        | Sanjar Fayziev (UZB) · Markos Kalovelonis (GRE)         | 6-3, 6-0            |
| Vencedor | 9 de abril de 2022     | Challenger | Oeiras, Portugal  | Terra batida | Nuno Borges (POR)        | Zdeněk Kolář (CZE) · Adam Pavlásek (CZE)                | 6-4, 6-0            |
| Vencedor | 23 de abril de 2022    | Challenger | Praga, Chéquia    | Terra batida | Szymon Walków (POL)      | Tristan Lamasine (FRA) · Lucas Pouille (FRA)            | 6-2, 7-6(14–12)     |
| Vencedor | 7 de maio de 2022      | Challenger | Praga, Chéquia    | Terra batida | Nuno Borges (POR)        | Andrew Paulson (CZE) · Adam Pavlásek (CZE)              | 6-4, 6-7(3–7), 10-5 |
| Vencedor | 29 de abril de 2023    | Challenger | Roma, Itália      | Terra batida | Nicolás Barrientos (COL) | Andrey Golubev (KAZ) · Denys Molchanov (UKR)            | 6-3, 6-1            |